# Свети Атанасий (Бугариево)
Вижте пояснителната страница за други значения на Свети Атанасий.
„Свети Атанасий“ (на гръцки: Άγιος Αθανάσιος) е православна църква в село Бугариево (Неа Месимврия), Гърция, част от Поленинската и Кукушка епархия.
Църквата „Свети Атанасий“ е основна забележителност на селото. Според гръцки източници е построена, по местни легенди, на мястото на манастир, основан от монахинята Пелагия в XVII век и горял три пъти. В XIX век там съществува манастир с църква и училище към него. Иван Снегаров пише, че монахинята Пелагия от Бугариево е извикала в „своя манастир“ поп Стоян от Карадаг (Кукушко), който служи на славянски. В 1870 година тя решава да въведе българския език в обучението в манастирското училище; за целта изпраща едно момиче да учи в Кукуш, за да се подготви за учителка. Монахинята Пелагея, поп Стоян и бугариевци не приемат епископ Мелетий нито в манастира, нито в училището, макар че той бил извършил освещаването.
В сегашния си вид църквата е построена в 1858 година и представлява трикорабна поствизантийска базилика с хубава женска църква дървен парапет и изрисуван иконостас и стенописи от XVIII век. В миналото на патронния празник 2 май в църквата се е правил курбан. Иконите в църквата са на Константинос Ламбу от Кулакийската художествена школа. Църквата е обявена за защитен обект от гръцкото министерство на културата. Църквата работи от 1860 г. до 1967 г., когато в резултат на пукнатини, спира да функционира около шест месеца. Тогава енорията се слива със съседната „Свети Пантелеймон“. През 1977 година е построена нова църква осветена на 2 октомври 1977 година от Дионисий Неаполски и Ставруполски. Новата църква е трикорабна базилика и е изписана през 1986 г., а на следващата година е добавена външна колонада и портик.
Църквата е обявена за исторически паметник на 10 юли 1985 година.